# Колчестер (Іллінойс)
Колчестер (англ. Colchester) — місто (англ. city) в США, в окрузі Макдоно штату Іллінойс. Населення — 1108 осіб (2020).

## Географія
Колчестер розташований за координатами 40°25′38″ пн. ш. 90°47′32″ зх. д. / 40.42722° пн. ш. 90.79222° зх. д. (40.427317, -90.792147).  За даними Бюро перепису населення США в 2010 році місто мало площу 2,58 км², уся площа — суходіл.

## Демографія
Згідно з переписом 2010 року, у місті мешкала 1401 особа в 608 домогосподарствах у складі 387 родин. Густота населення становила 542 особи/км².  Було 676 помешкань (262/км²).
Расовий склад населення:
| - 98,7 % — білих - 0,3 % — корінних американців - 0,1 % — чорних або афроамериканців - 0,1 % — азіатів |

До двох чи більше рас належало 0,3 %. Частка іспаномовних становила 1,1 % від усіх жителів.
За віковим діапазоном населення розподілялося таким чином: 21,3 % — особи молодші 18 років, 61,3 % — особи у віці 18—64 років, 17,4 % — особи у віці 65 років та старші. Медіана віку мешканця становила 40,0 року. На 100 осіб жіночої статі у місті припадало 91,7 чоловіків;  на 100 жінок у віці від 18 років та старших — 89,5 чоловіків також старших 18 років.
Середній дохід на одне домашнє господарство  становив 41 592 долари США (медіана — 35 647), а середній дохід на одну сім'ю — 47 502 долари (медіана — 42 107). Медіана доходів становила 31 875 доларів для чоловіків та 30 000 доларів для жінок. За межею бідності перебувало 19,1 % осіб, у тому числі 25,6 % дітей у віці до 18 років та 3,6 % осіб у віці 65 років та старших.
Цивільне працевлаштоване населення становило 742 особи. Основні галузі зайнятості: освіта, охорона здоров'я та соціальна допомога — 36,0 %, виробництво — 12,8 %, мистецтво, розваги та відпочинок — 10,5 %, роздрібна торгівля — 10,1 %.